# رونی مارا
رونی مارا فینیکس (انگلیسی: Rooney Mara Phoenix؛ با زادنام پاتریشیا رونی مارا؛ زادهٔ ۱۷ آوریل ۱۹۸۵) بازیگر آمریکایی است. او یکی از اعضای خانواده‌های رونی و مارا است و فعالیت حرفه‌ای خود را از سال ۲۰۰۵ با بازی در تلویزیون و فیلم‌های مستقل مانند نقش اصلی فیلم تنر هال (۲۰۰۹) آغاز کرد. او در سال ۲۰۱۰ برای بازی در نقش مکمل درام زندگی‌نامه‌ای شبکهٔ اجتماعی ساختهٔ دیوید فینچر در میان مردم شناخته شد. مارا برای بازی در نقش لیسبت سالاندر در فیلم تریلر دختری با خالکوبی اژدها (۲۰۱۱) ساختهٔ فینچر پیشرفت غیرمنتظره‌ای را تجربه کرد و برای اولین بار نامزد دریافت جایزهٔ اسکار بهترین بازیگر نقش اول زن شد.
حرفهٔ او با بازی در نقش اصلی فیلم تریلر عوارض جانبی (۲۰۱۳)، فیلم عاشقانهٔ علمی تخیلی او (۲۰۱۳) و درام عاشقانهٔ کارول (۲۰۱۵) پیشرفت کرد؛ هر سه فیلم از لحاظ تجاری موفق و با نقدهای مثبت منتقدان همراه بودند. او برای نقش‌آفرینی در کارول جایزهٔ بهترین بازیگر زن جشنوارهٔ فیلم کن را کسب کرد و نامزد دریافت جایزهٔ اسکار و بفتا در رشتهٔ بهترین بازیگر نقش مکمل زن شد. مارا از آن هنگام در فیلم‌های شیر (۲۰۱۶)، داستان یک روح (۲۰۱۷) و کوچهٔ کابوس (۲۰۲۱) ظاهر شده و مریم مجدلیه را در فیلم مریم مجدلیه (۲۰۱۸) به تصویر کشیده است. در پی وقفه‌ای، مارا نقش اصلی فیلم مهیج کوچه کابوس (۲۰۲۱) و درام حرف‌های زنانه (۲۰۲۲) را بازی کرد.
مارا به‌خاطر فعالیت‌های خیریه‌اش نیز شناخته شده و بر بنیاد اووزا (Uweza Foundation) نظارت می‌کند؛ این بنیاد از برنامه‌های توانمندسازی کودکان و خانواده‌ها در محلهٔ فقیر نشین نایروبی حمایت و پشتیبانی می‌کند. او همچنین بنیان‌گذار خط پوشاک وگانیسم به‌نام هیرایت کالکتیو (Hiraeth Collective) است. مارا با بازیگر واکین فینیکس ازدواج کرده و از او صاحب دو فرزند شده است.

## آغاز زندگی و تحصیلات
مارا در ۱۷ آوریل ۱۹۸۵ به دنیا آمد و در بدفورد، نیویورک بزرگ شد. خانواده مادری مارا پیتسبرگ استیلرز و خانواده پدرش نیویورک جاینتز را تأسیس کردند. پدرش، تیموتی کریستوفر مارا، معاون ارشد پرسنل بازیکنان نیویورک جاینتز است و مادرش، کاتلین مک‌نولتی (با نام خانوادگی رونی)، یک مشاور املاک پاره وقت است. او سومین فرزند از چهار فرزند است: او یک برادر بزرگ‌تر به‌نام دنیل، یک خواهر بزرگ‌تر به نام کیت که او نیز بازیگر است و یک برادر کوچک‌تر به نام کانر دارد.
پدر مارا اصالت ایرلندی، آلمانی و فرانسوی-کانادایی دارد و مادرش اصالتاً انگلیسی، ایرلندی و ایتالیایی است. اجداد رونی او در نیوری، کانتی داون سرچشمه گرفتند. پدربزرگ و مادربزرگ پدری او ولینگتون مارا و آن مارا بودند. ولینگتون مالک قدیمی تیم جاینتز بود که پسرش (عموی رونی مارا)، جان مارا، جانشین او شد. پدربزرگ مادری رونی مارا، تیموتی جیمز «تیم» رونی، از سال ۱۹۷۲ کازینویی را در یانکرز اداره می‌کرده است. مارا نوه تیم مارا، بنیانگذار نیویورک جاینتز و آرت رونی پدر، بنیانگذار پیتسبورگ استیلرز، و همچنین کاتلین مک نالتی رونی است. عموی او، دن رونی، رئیس استیلرز، سفیر سابق ایالات متحده در ایرلند، یکی از بنیانگذاران یک سازمان خیریه و معمار قانون رونی در فوتبال آمریکایی بود. تام رونی نماینده ایالات متحده و پاتریک رونی جونیور نماینده سابق ایالت فلوریدا پسر عموهای او هستند.
پس از فارغ‌التحصیلی از دبیرستان فاکس لین در سال ۲۰۰۳، مارا به مدت چهار ماه به آمریکای جنوبی رفت. او به مدت یک سال در دانشگاه جورج واشینگتن به تحصیل پرداخت و سپس به مدرسه مطالعات فردی گالاتین دانشگاه نیویورک منتقل شد و آن‌جا روان‌شناسی، سیاست اجتماعی بین‌المللی و سازمان‌های غیرانتفاعی را مطالعه کرد. او در سال ۲۰۱۰ فارغ‌التحصیل شد. مارا با دیدن تئاترهای موزیکال و فیلم‌های کلاسیک با مادرش، مانند بر باد رفته (۱۹۳۹)، ربه‌کا (۱۹۴۰)، و پرورش بیبی (۱۹۳۸)، از بازیگری الهام گرفت. او همچنین می‌خواست مانند خواهرش، کیت مارا، بازیگر حرفه‌ای باشد. مارا در دوران کودکی از دنبال کردن بازیگری استوار بود و به ژورنال نیوز گفت که «این برای من هرگز آنقدر محترم به نظر نمی‌رسید، و حدس می‌زنم همیشه می‌ترسیدم که ممکن است شکست بخورم.» اولین و تنها نقش او در دبیرستان، ژولیت در نمایش رومئو و ژولیت بود که پس از ثبت نام توسط یکی از دوستانش، آن را دریافت کرد. مارا در زمان تحصیل در دانشگاه نیویورک در چند فیلم دانشجویی بازی کرد و سپس حرفهٔ خود را در بازیگری آغاز کرد، ابتدا در سن نوزده سالگی تست بازیگری داد.

## کار

### آغاز فعالیت حرفه‌ای (۲۰۰۵–۲۰۰۹)
مارا برای اولین بار در فیلم‌هایی که خواهرش در آن نقش آفرینی می‌کرد، به عنوان سیاهی‌لشکر ظاهر می‌شد؛ از جمله بیت پارت در فیلم ترسناک افسانه محلی: مری خونین (۲۰۰۵). او در تلویزیون کار پیدا کرد و اولین فعالیت حرفه‌ای خود را در سال ۲۰۰۶ و در قسمتی از درام نظم و قانون: واحد قربانیان ویژه در نقش دختری که کودکان چاق را مورد آزار و اذیت قرار می‌دهد، ایفا کرد. او در درام قانونی باشگاه قتل زنان در نقش مهمان بازی کرد و در قسمتی از سریال پاک‌کننده نقش یک معتاد به مواد مخدر را بازی کرد. فعالیت مارا در سینما با فیلم پسر رؤیایی (۲۰۰۸) بود و در دو قسمت از سریال بخش فوریت‌های پزشکی از شبکهٔ ان‌بی‌سی در نقش مهمان بازی کرد.

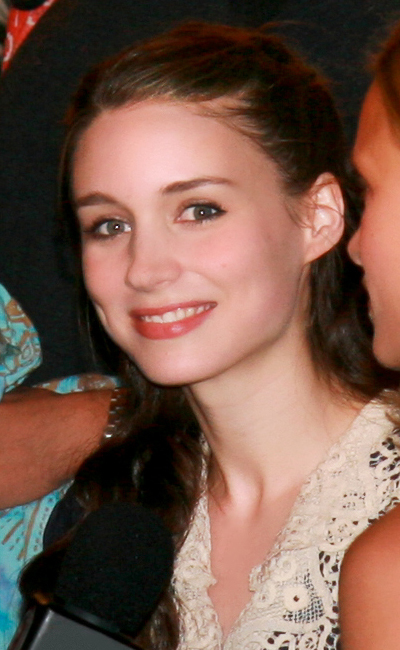
مارا در جشنواره بین‌المللی فیلم تورنتو ۲۰۰۹

مارا در فیلم تانر هال (۲۰۰۹) اولین نقش اصلی خود را ایفا کرد. او در این فیلم نقش کسی را ایفا می‌کند که با دوست خانوادگی متأهل (با بازی تام اورت اسکات) رابطه نامشروع دارد. این فیلم اولین تجربهٔ کارگردانی تاتیانا فون فورستنبرگ و فرانچسکا گرگورینی بود، و در جشنواره بین‌المللی فیلم تورنتو ۲۰۰۹ به نمایش درآمد و در سپتامبر ۲۰۱۱ اکران محدودی در سینما داشت. مارا نام کوچک خود «پاتریشیا» را کنار گذاشت تا پس از کار بر روی پروژه، به‌طور حرفه ای با نام میانی خود شناخته شود. مارا به مجله پی‌پر گفت: «من هرگز اسم کوچکم را خیلی دوست نداشتم.» «من هرگز احساس یک تریشیا را نداشتم. و رونی خاطره انگیزتر است.» پدر و برادر کوچک‌تر او نیز با نام‌های میانی خود استفاده می‌کنند.
در فیلم کمدی-درامجوانی در شورش ساختهٔ میگل آرتتا مارا نقش تاگارتی را بازی می‌کند که سعی دارد قبل از رفتن به دانشگاه با پنجاه مرد بخوابد. این فیلم بر اساس رمان کالت سال ۱۹۹۳به همین نام نوشتهٔ سی.دی. پین ساخته شد. مارا برای نقش اصلی فیلم تست داده بود، اما زمانی که نقش اصلی به پورشیا دابلدی رسید، نقش کوچک‌تری به او پیشنهاد شد. او در سال ۲۰۰۹ در فیلم مستقل جرات حضور داشت و در فصل برنده در نقش وندی، یک بازیکن بسکتبال دبیرستانی که با یک فروشنده کفش میانسال (کوین برزناهان) رابطه نامشروع دارد ایفای نقش کرد. هر دو فیلم برای اولین بار در جشنواره فیلم ساندنس ۲۰۰۹ به نمایش درآمدند و نام مارا در فهرست مجله فیلم‌میکر از «۲۵ چهره جدید فیلم مستقل» در آن سال قرار گرفت.
مارا در بازسازی فیلم ترسناک سال ۱۹۸۴ کابوس در خیابان الم در نقش قهرمان داستان، نانسی هالبروک، دانش آموز دبیرستانی که توسط فردی کروگر (با بازی جکی ارل هیلی) قربانی شده بود، بازی کرد. او فیلمبرداری این فیلم را در ۵ می ۲۰۰۹ در شیکاگو به کارگردانی ساموئل بایر آغاز کرد. مارا به مجلهٔ فیلم‌میکر گفت که احساس می‌کند نانسی او «کاملاً متفاوت از اصل» و «تنهاترین دختر جهان» است. او برای ادامه نقش در صورت ساخت دنباله قرارداد امضا کرده بود. او به وگ گفت که آنقدر از تجربه ساخت این فیلم متنفر است، به طوری که برایش سؤال ایجاد کرد که آیا می‌خواهد بازیگر شود. مارا در جشنواره بین‌المللی فیلم همپتونز در اکتبر ۲۰۰۹ به عنوان بخشی از برنامه بازیگران موفق ظاهر شد و در آن برنامه شارون استون به او آموزش داد.

### موفقیت و تحسین منتقدان (۲۰۱۰–۲۰۱۶)

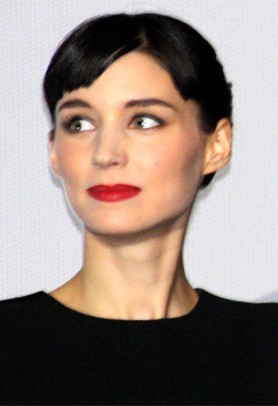
مارا در اولین نمایش فرانسوی دختری با خالکوبی اژدها در سال ۲۰۱۲

در سال ۲۰۱۰، مارا نقش اریکا آلبرایت، دوست دختر سابق مارک زاکربرگ را در فیلم درام بیوگرافی شبکه اجتماعی ساخته دیوید فینچر ایفا کرد. در همان سال، مارا نقش اصلی اقتباس سینمایی از رمان دختری با خالکوبی اژدها — اولین کتاب از سه‌گانهٔ میلنیوم نوشتهٔ استیگ لارسن انتخاب شد. او نقش لیسبت سالاندر، یک هکر کامپیوتری باهوش اما مشکل‌دار را بازی می‌کند که به روزنامه‌نگار میکائیل بلومکویست (با بازی دنیل کریگ) در حل یک سری قتل‌ها کمک می‌کند. مارا پس از دو ماه و نیم تست این نقش را در بین چندین بازیگر زن که تست داده بودند، به دست آورد. دیوید فینچر این فیلم را کارگردانی کرد و اسکات رودین تهیه‌کنندگی آن را بر عهده داشت. بسته به عملکرد فیلم در باکس آفیس، قرار بود دختری که با آتش بازی کرد و دختری که به لانه زنبور لگد زد نیز اقتباس شوند. فینچر در ابتدا مارا را به عنوان شخصیت اصلی تصور نمی‌کرد اما پس از تست بازیگری نظر خود را تغییر داد. او مدیران کلمبیا پیکچرز را متقاعد کرد که مارا را برای این نقش انتخاب کنند.
فیلم‌برداری فیلم دختری با خالکوبی اژدها از فینچر در سپتامبر ۲۰۱۰ در سوئد آغاز شد. مارا این فیلم را یک بازسازی نمی‌دانست، بلکه تفسیر دیگری از رمان می‌دانست. او به ورایتی گفت: «من قصد دارم تفسیر خود را از این شخصیت ارائه دهم.» موهای بلند و قهوه‌ای مارا کوتاه و مشکی رنگ شده بود، به سبکی که یادآور مدهای پانک دههٔ ۱۹۷۰ و مدهای گوت دههٔ ۱۹۸۰ بود. او همچنین چهار بار گوش‌هایش را سوراخ کرد و برای این نقش، پیشانی و نوک سینه راستش را سوراخ کرد. سوراخ‌های بینی و لب او ساختگی بود. او نوک سینه را سوراخ کرد تا نیازی به سوراخ کردن مجدد برای دنباله نداشته باشد. ابروهای مارا سفید شده بود و او یک خالکوبی موقت اژدها داشت. او آماده شدن برای این نقش را با شروع اسکیت بورد و کیک باکس آغاز کرد و تحت آموزش گویش و کامپیوتر قرار گرفت. او همچنین از استکهلم که مکان رمان در آن‌جا بود دیدن کرد. این فیلم در ۲۰ دسامبر ۲۰۱۱ منتشر شد. مارا مورد تحسین همگانی منتقدان قرار گرفت و برای نقش‌آفرینی خود نامزد جایزهٔ گلدن گلوب بهترین بازیگر زن فیلم درام شد. در ۲۴ ژانویه ۲۰۱۲، او برای اولین بار نامزد دریافت جایزهٔ اسکار بهترین بازیگر زن دریافت شد.
در سال ۲۰۱۱، مارا برای بازی در فیلم اکشن سی دقیقه پس از نیمه‌شب ساختهٔ کاترین بیگلو در نظر گرفته شد، اما این نقش به جسیکا چستین رسید. سال بعد، مارا برای جایگزینی کری مولیگان که به دلیل درگیری‌های برنامه‌ریزی مجبور به ترک پروژه شد، در او (۲۰۱۳) ساختهٔ اسپایک جونز قرارداد امضا کرد. او در فیلم او نقش کاترین کلاوزن، همسر سابق شخصیت اصلی تئودور تومبلی (با بازی واکین فینیکس) را بازی کرد. علاوه بر این، مارا در فیلم هیجان‌انگیز روان‌شناختی عوارض جانبی (۲۰۱۳) ساختهٔ استیون سودربرگ به جای بلیک لایولی بازی کرد. جود لاو، چانینگ تیتوم، کاترین زیتا-جونز و وینسا شا نیز در این فیلم بازی کردند. او نقش امیلی تیلور را بازی کرد، «زنی که به داروهای نسخه‌ای روی می‌آورد تا راهی برای کنترل اضطراب خود در مورد آزادی آتی شوهرش از زندان باشد». او همچنین در درام جنایی عاشقانه آن‌ها بی‌گناهند (۲۰۱۳) ساختهٔ استیون سودربرگ که به داستان امروزی بانی و کلاید توصیف می‌شد، در کنار کیسی افلک و بن فاستر ایفای نقش کرد. این فیلم برای اولین بار در جشنواره فیلم ساندنس در ژانویه ۲۰۱۳ به نمایش درآمد و در آن‌جا آی‌اف‌سی فیلمز حقوق توزیع فیلم در ایالات متحده را خریداری کرد. در می ۲۰۱۳، او چهره جدید عطر جدید کالوین کلین به‌نام داون تاون شد.
تنها اکران مارا در سال ۲۰۱۴، فیلم درام جنایی و هیجان‌انگیز زباله بود که اقتباسی از رمانی به همین نام در سال ۲۰۱۰ نوشتهٔ اندی مولیگان و به کارگردانی استیون دالدری بود. در همان سال، مارا به عنوان طراح صحنه و لباس در اولین تجربهٔ کارگردانی دوست پسرش، چارلی مک‌داول به‌نام یکی را دوست دارم فعالیت کرد. نام او در عوامل این فیلم بری دانیل ثبت شد. در سال ۲۰۱۵، مارا نقش تایگر لیلی را در فیلم فانتزی پن به کارگردانی جو رایت بازی کرد، نقشی که به خاطر آن انتقادات زیادی به او وارد شد. او و رایت با اتهام «عیب‌پوشی» یک شخصیت بومی آمریکایی روبرو شدند. برای بیان نگرانی‌های خود، فعالان بومی آمریکا هشتگ #NotYourTigerlily را برای اعتراض به انتخاب بازیگران مارا ایجاد کردند و هزاران نفر از بومیان آمریکا در یک «طوفان توییتری» شرکت کردند تا با اشتراک‌گذاری میم‌هایی به نگرانی‌های خود در مورد تصویر زنان بومی در فیلم رسیدگی کنند. مارا بعداً از نقش خود در این فیلم ابراز پشیمانی کرد.

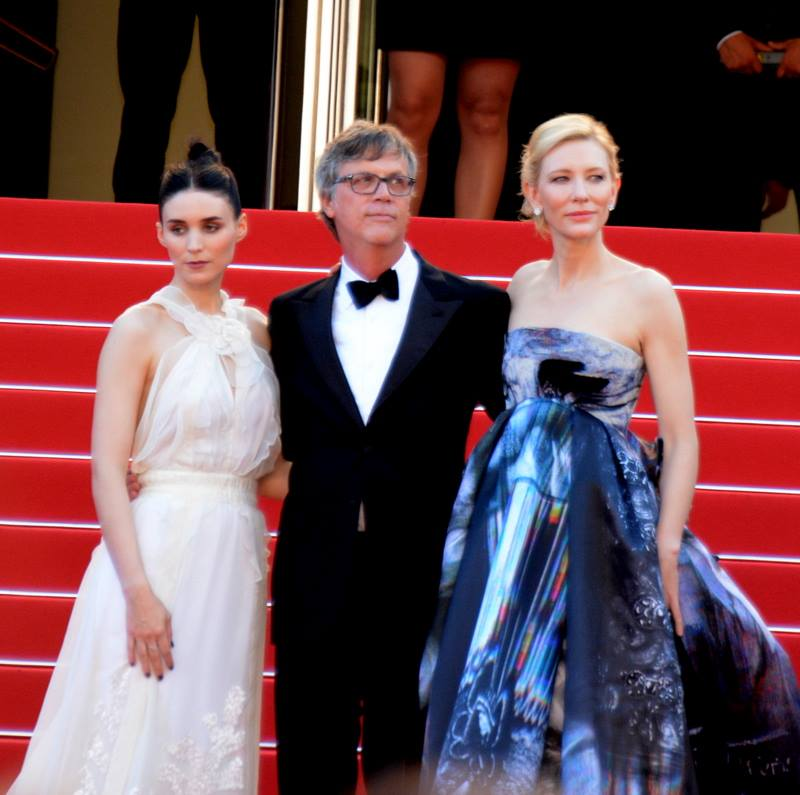
مارا در افتتاحیهٔ کارول با کارگردان تاد هاینز و هم‌بازی‌اش کیت بلانشت در جشنواره فیلم کن ۲۰۱۵

مارا در جشنواره فیلم کن ۲۰۱۵ برای بازی در فیلم کارول برندهٔ جایزهٔ بهترین بازیگر زن شد. داستان فیلم کارول در اوایل دههٔ ۱۹۵۰ در شهر نیویورک جریان دارد و به رابطهٔ ممنوعهٔ میان یک عکاس زن مشتاق (مارا) و یک زن مسن‌تر (کیت بلانشت) که طلاق سختی را پشت سر گذاشته می‌پردازد. او برای این نقش‌آفرینی نامزد دریافت جوایز اسکار، گلدن گلوب، فیلم بفتا و انجمن بازیگران فیلم شده بود. نقش‌آفرینی مارا در این فیلم ستایش شد و همچنین تحسین‌شده‌ترین فیلم سال ۲۰۱۵ بود. نام این فیلم در چندین فهرست از «برترین فیلم‌ها» حضور داشت و توسط انستیتوی فیلم بریتانیا به عنوان برترین فیلم ال‌جی‌بی‌تی در تاریخ انتخاب شد. بی‌بی‌سی این فیلم را یکی از برترین فیلم‌های قرن بیست و یکم معرفی کرد.
در سال ۲۰۱۶، مارا صداپیشگی خواهران را در انیمیشن استاپ‌موشن کوبو و دو تار به عهده گرفت داد. او سپس در کنار بن مندلسون در فیلم اونا ساختهٔ بندیکت اندروز که اولین نمایش جهانی آن در جشنواره فیلم تلوراید بود، ایفای نقش کرد. مارا در ادامه در شیر در کنار دو پتل و نیکول کیدمن و دست‌نوشته محرمانه به کارگردانی جیم شریدان ایفای نقش کرد. شیر با استقبال خوبی از سوی منتقدان مواجه شد و از بازیگری، احساسات، تصاویر و فیلم‌برداری تمجید کردند. فیلم شیر در هشتاد و نهمین دوره جوایز اسکار نامزد دریافت شش جایزهٔ اسکار از جمله بهترین فیلم و بهترین فیلمنامه اقتباسی شده بود.

### حضور بیشتر در فیلم و وقفه (۲۰۱۷–اکنون)
در سال ۲۰۱۷، مارا در کشف به کارگردانی چارلی مک‌داول و داستان یک روح به همراه کیسی افلک به کارگردانی دیوید لوری ظاهر شد. اولین نمایش جهانی هر دو در جشنواره فیلم ساندنس در ژانویه ۲۰۱۷ بود. مارا با رایان گاسلینگ، ناتالی پورتمن، کیت بلانشت و وال کیلمر در ترنس مالیک در فیلم ترانه به ترانه بازی کرد که در ۱۷ مارس ۲۰۱۷ به صورت محدود منتشر شد.
در سال ۲۰۱۸، مارا در فیلم نگران نباشید، او با پای پیاده زیاد دور نخواهد شد به کارگردانی گاس ون سنت، در کنار واکین فینیکس، جونا هیل و جک بلک ظاهر شد. اولین نمایش جهانی این فیلم در جشنواره فیلم ساندنس در ژانویه ۲۰۱۸ بود و در ۱۳ ژوئیه ۲۰۱۸ توسط آمازون استودیوز منتشر شد. در همان سال، مارا در فیلم مریم مجدلیه به نویسندگی هلن ادموندسون و کارگردانی گارث دیویس دوباره مقابل فینیکس بازی کرد. در همان سال، او همچنین با واکین فینیکس، سیا، سادی سینک و کت وون دی برای گویندگی مستند حقوق حیوانات قلمرو ساخته کریس دلفورس همکاری کرد. به دلیل مشارکت در ساخت این مستند، جایزه بهترین گویندگی سال ۲۰۱۸ توسط جوایز مستند مستقل بین‌المللی هالیوود به او اعطا شد.
پس از یک وقفه کوتاه، مارا در فیلم هیجان‌انگیز روان‌شناختی نئو-نوآر کوچه کابوس (۲۰۲۱) ساختهٔ گیرمو دل تورو که اقتباسی از رمانی به همین نام در سال ۱۹۴۶ بود، همبازی شد. این فیلم مورد تحسین منتقدان قرار گرفت و در ۱۰ فیلم برتر سال توسط جوایز مؤسسه فیلم آمریکا قرار گرفت، اما در گیشه عملکرد خوبی نداشت. این فیلم در نود و چهارمین دوره جوایز اسکار نامزد دریافت چهار جایزه از جمله بهترین فیلم شد.

## زندگی خصوصی
مارا در اوایل سال ۲۰۰۷ به لس آنجلس نقل مکان کرد و به‌طور موقت با خواهرش زندگی کرد. اگرچه آنها دیگر با هم زندگی نمی‌کنند، مارا احساس کرد که این تجربه آنها را به هم نزدیکتر کرده است و از سال ۲۰۱۰ به‌طور منظم در مورد تجارت فیلم و فیلمنامه فیلم بحث می‌کردند. از ژانویه ۲۰۱۲، مارا در محله لس فلیز لس آنجلس زندگی می‌کرد. او جنا رولندز را در میان بازیگرانی قرار می‌دهد که الهام‌بخش او هستند؛ به‌ویژه نقش‌آفرینی‌هایش در فیلم‌های زنی تحت تأثیر (۱۹۷۴) و شب افتتاحیه (۱۹۷۷). مارا گیاه‌خوار است.
مارا از اواخر سال ۲۰۱۶ با بازیگر آمریکایی واکین فینیکس، همبازی او در فیلم‌های او (۲۰۱۳)، نگران نباشید، او با پای پیاده زیاد دور نخواهد شد (۲۰۱۸) و مریم مجدلیه (۲۰۱۸) در رابطه بوده است. از سپتامبر ۲۰۱۷، آنها با دو سگ خود، سودا و اسکار، در هالیوود هیلز زندگی می‌کنند. در جولای ۲۰۱۹، تأیید شد که آن‌ها نامزد شده‌اند. در می ۲۰۲۰، گزارش شد که مارا در انتظار اولین فرزندش از فینیکس است. در اواخر سپتامبر ۲۰۲۰، اعلام شد که مارا پسرشان را به دنیا آورده و به یاد برادر فقید فینیکس، ریور فینیکس، نامش را ریور گذاشته‌اند. در سال ۲۰۲۰، مارا به‌طور قانونی نام خود را به رونی مارا فینیکس تغییر داد. در ژوئن ۲۰۲۴، دختر آنها به نام اسپارو به دنیا آمد. در سپتامبر ۲۰۲۴، واکین فینیکس ازدواج خود با مارا را در پادکست Talk Easy رسمی کرد.

## فیلم‌شناسی
| سال  | عنوان                                            | نقش               |
| ---- | ------------------------------------------------ | ----------------- |
| ۲۰۰۶ | افسانه محلی: مری خونین                           | دختر کلاس شمارهٔ ۱ |
| ۲۰۰۸ | پسر رؤیایی                                       | اِولین             |
| ۲۰۰۹ | Dare                                             | کورتنی            |
| ۲۰۰۹ | فصل برنده                                        | وندی              |
| ۲۰۰۹ | Friends (With Benefits)                          | تارا              |
| ۲۰۰۹ | Youth in Revolt                                  | Taggarty          |
| ۲۰۰۹ | تنر هال                                          | فرناندا           |
| ۲۰۱۰ | کابوس در خیابان الم                              | نانسی تامسون      |
| ۲۰۱۰ | شبکه اجتماعی                                     | اریکا آلبرایت     |
| ۲۰۱۱ | دختری با خالکوبی اژدها                           | لیسبت سالاندر     |
| ۲۰۱۳ | آن‌ها بی‌گناهند                                    | Ruth Guthrie      |
| ۲۰۱۳ | عوارض جانبی                                      | امیلی تیلور       |
| ۲۰۱۳ | او                                               | کاترین            |
| ۲۰۱۴ | زباله                                            | اولیویا           |
| ۲۰۱۵ | کارول                                            | ترزا بلیوت        |
| ۲۰۱۵ | پن                                               | تایگر لی‌لی        |
| ۲۰۱۶ | کوبو و دو تار                                    | خواهران           |
| ۲۰۱۶ | اونا                                             | اونا اسپنسر       |
| ۲۰۱۶ | شیر                                              | لوسی              |
| ۲۰۱۶ | دست‌نوشته محرمانه                                 | رز                |
| ۲۰۱۷ | کشف                                              | آیلا              |
| ۲۰۱۷ | ترانه به ترانه                                   | فی                |
| ۲۰۱۷ | داستان یک روح                                    | اِم                |
| ۲۰۱۸ | مریم مجدلیه                                      | مریم مجدلیه       |
| ۲۰۱۸ | نگران نباشید، او با پای پیاده زیاد دور نخواهد شد |                   |
| ۲۰۱۸ | قلمرو                                            | راوی              |
| ۲۰۲۱ | کوچه کابوس                                       | مالی کیهیل        |
| ۲۰۲۲ | حرف‌های زنانه                                     | اونا              |
| ۲۰۲۴ | آشپزخانه                                         | جولیا             |